# Стрельцов, Лев Михайлович
Лев Михайлович Стрельцов (укр. Лев Михайлович Стрєльцов) (25 октября 1918, Мары — 24 марта 1979, Одесса) — доктор юридических наук, профессор, заведующий кафедрой государственного и административного права Одесского национального университета имени И. И. Мечникова, награждён 15 государственными наградами, в том числе: орденами «Красного Знамени» и «Красной Звезды», медалью «За боевые заслуги», медалью «За оборону Москвы», иностранными государственными наградами и др.

## Биография
Л. М. Стрельцов родился 25 октября 1918 года в г. Мары (Туркмения), в семье машиниста локомотива (паровоза) железнодорожного депо ст. Мары Стрельцова Михаила Емельяновича и домохозяйки Стрельцовой Нины Игнатьевны. Он был самым младшим ребёнком в семье, старшие сестры: Галина — 1911 г.р., Таисия — 1914 г.р., Нина — 1916 г.р. После скоропостижной смерти отца М. Е. Стрельцова, в 1924 году семья переехала в Ташкент (Узбекистан), где он окончил среднюю школу и начал работать шофёром, потом — механиком автоколонны.

## Военная служба
В октябре 1937 г. был призван в ряды Советской армии, где, после краткосрочного обучения, начал свою службу в бронетанковых войсках механиком — водителем танка. В 1939 году как командир танка 7-й бронетанковой бригады 57-го Особого корпуса принимал участие в военных действиях на реке Халхин-Гол в Монголии. За «проявленное мужество и героизм» Указом ПВС СССР от 28.08.1939 г. был награждён орденом «Боевого Красного Знамени» (№ ордена 3791), который вручал ему в г. Москве Председатель Президиума Верховного Совета СССР М. И. Калинин. После окончания военных действий в Монголии был направлен на два года обучения в Московское военное училище. Как один из лучших курсантов участвовал в параде на Красной площади в Москве в 1940 году. После окончания училища получил первое офицерское звание. Принимал активное участие в Великой Отечественной войне, в обороне Москвы. Награждён медалью «За оборону Москвы». В целом военная служба протекла так: механик водитель танка, командир танка, командир танкового взвода, зам командира и командир танковой роты, командир танковой роты разведки, зам командира и командир батальона танковой разведки и др., различных танковых соединений Северо-Западного, Западного и других фронтов (1). В 1942 году, за два года ВОВ, получает звание майора (в 24 года), в 1946 году (в 28 лет) получает звание подполковника. За время участие в ВОВ был дважды ранен и один раз контужен. В связи с этим признается инвалидом II-й группы и в 1954 году (в 36 лет) демобилизуется из армии (2). После этого, с 1954 г. по 1956 г., работал в органах исполнительной власти.

## Педагогическая деятельность
С 1956 г. по 1959 г. работал в Одесском филиале Всесоюзного юридического заочного института (Москва): ст. преподавателем, зав. учебной частью, заместителем директора филиала.
С 1959 г. по 1960 г. — ст. преподаватель филиала юридического факультета Киевского государственного (сейчас — национального) университета имени Тараса Шевченко.
С 1960 г., с момента начала деятельности юридического факультета Одесского государственного (национального) университета имени И. И. Мечникова и до своей кончины в 1979 г., работает: ст. преподавателем (1960—1963), доцентом (1963—1972), заместителем декана (1964—1972), профессором (1972), заведующим кафедрой государственного и административного права (1972—1979). Преподавал нормативный курс «Государственное право» для студентов всех форм обучения. (3)

## Научная деятельность
Сфера научных интересов включала в себя следующие проблемы (направления):
- государственный суверенитет, национальный суверенитет, народный суверенитет;
- проблемы национального государственного строительства на примере Украины, суверенное развитие, правовое положение отдельной республики, соотношение суверенитета и компетенции отдельной республики и федерального государства;
- основные принципы и правовые основания такого разделения;
- расширение прав и полномочий Украины в составе федеративного государства;
- конституционные системы, государственное право в странах с различными типами организации государственной власти; понятие и признаки правового государства и др. (4)

В 1961—1962 гг. окончил годичную аспирантуру Всесоюзного юридического заочного института.
В 1963 г. защитил кандидатскую диссертация на тему: «Развитие прав союзных республик (на примере Украины)». В 1965 г. утверждён в звании доцента.
Декабрь 1969 г. — июнь 1970 г. предоставляется 6-месячный творческий отпуск для завершения работы над докторской диссертацией.
В 1972 г. защитил докторскую диссертацию "Правовое положение союзной республики (на примере Украины). В 1975 г. утверждён в звании профессора.
Имел более 100 научных и учебно-методических публикаций, в том числе: 1 монографию, 7 учебных пособий и др. Имел публикации в зарубежных изданиях (5).
Монография: "Правове становище союзної республіки. Суверенітет і компетенція в державно-правових відносинах між Союзом РСР і союзними республіками (на прикладі України). Київ, «Вища школа», 1972. — 7 др.арк.
Учебные пособия: Конституционные права граждан на современном этапе. Учебное пособие. — Изд-во ОГУ, 1961. — 1, 42 печ. л.; Соотношение суверенитета Союза ССР и союзных республик. Учебное пособие. Изд-во ОГУ, 1964. — 1, 5 печ. л.; Административно-территориальное устройство Украинской ССР. Учебное пособие. Изд-во ОГУ, 1966. — 1, 7 печ. л. И др. (6)

## Общественная деятельность
Возглавлял или входил в состав научно-практических советов, которые действовали: а) в Одесском областном совете народных депутатов и Одесском облисполкоме; б) в Одесском городском совете депутатов и Одесском горисполкоме. Возглавлял консультативные советы, которые сотрудничали с депутатами Областного и городского советов; принимал постоянное участие в выработке решений этими советами и исполнительными комитетами. Проводил большую работу по консультированию депутатов этих советов.
Вёл большую патриотическую работу. Входил в состав Украинского совета ветеранов войны. Особенно активно переписывался с ветеранскими организациями Тулы, Красной Поляны и др., которые освобождал. Поддерживал контакты с администрацией и учениками детского дома в г. Ясная Поляна. Являлся активным лектором общества «Знание». (7)
Награждался государственными наградами, неоднократно поощрялся Одесским областным советом депутатов и Одесским облисполкомом, Одесским городским советом и Одесским горисполкомом, министерством высшего образования Украины, Одесским университетом имени И. И. Мечникова, юридическим факультетом университета, союзными и республиканскими ветеранскими организациями (8).

## Семья
- жена — Стрельцова В. Н., врач — нейроофтальмолог высшей категории
- сын — Стрельцов Е. Л., доктор юрид. наук, доктор теологии, профессор, член-корреспондент Национальной академии Правовых наук Украины *, заслуженный деятель науки и техники Украины (9)
- невестка — Стрельцова Е. Д., кандидат юрид. наук, доцент, заслуженный работник образования Украины
- внук — Стрельцов Лев, магистр украинского права, магистр европейского права (Master of Law — LLM).

В Украине чтят память о профессоре Л. М. Стрельцове (10). Помнят его и в Одесском национальном университете. (11) Согласно специальному решению Ученого совета университета, одна из аудиторий на экономико-правовом факультете названа его именем. В 2009, 2010 и в 2012 годах в университете прошли международные научные конференции, посвящённые его памяти, на которых обсуждались проблемы конституционного права, государственного строительства, построения правового государства (12).

## Награды
- орден Красного Знамени
- орден Красной Звезды